# Grabhügelnekropole Gransdorf
Koordinaten: 50° 0′ 51″ N, 6° 41′ 50″ O
Die Grabhügelnekropole Gransdorf ist ein römisches Grabfeld in der Ortsgemeinde Gransdorf im Eifelkreis Bitburg-Prüm in Rheinland-Pfalz.

## Beschreibung
Es handelt sich um eine Gruppe von Grabhügeln, die sich südöstlich von Gransdorf am Rande eines Waldes befinden.
Die Gräber lassen sich als römerzeitlich einordnen.

## Archäologische Befunde

### Allgemein
Im Jahre 1968 wurden durch das Rheinische Landesmuseum Trier umfangreiche Untersuchungen der Nekropole durchgeführt. Man fand 24 erhaltene Grabhügel aus der Zeit der Hunsrück-Eifel-Kultur, die in zwei Gruppen gegliedert sind. Es handelt sich sowohl um Körper- als auch um Brandbestattungen. Zehn der gefundenen Tumuli wurden im Detail untersucht. In vier dieser Gräber fand man spätlatènezeitliche und frührömische Beigaben.

### Einzelne Grabhügel

#### Grabhügel 6 und 22
In diesem Hügel fand man unterhalb der Aufschüttung zwei Gruben. Neben dem Leichenbrand fand man hier eine Fibel aus der Spätlatenezeit. Auffällig ist jedoch, dass es sich bei Hügel 6 nicht um eine Bestattung aus der Zeit der HEK handelt, was vermuten lässt, dass eine Primärbestattung vorliegt. Auch die Untersuchung des Hügels 22 lieferte dieses Ergebnis. Hier fand man zusätzlich Keramik und eine römische Nachbestattung aus dem 1. Jahrhundert n. Chr. Diese war mit einem Keramikservice und einem verschmolzenen Glasgefäß versehen.

#### Grabhügel 14 und 15
In diesen Gräbern fand man sowohl römische als auch vorrömische Keramik aus dem 1. Jahrhundert n. Chr. Es hat somit den Anschein, dass der überwiegende Teil der Grabhügel in der ausgehenden Späthallstattzeit und in der Frühlatènezeit angelegt wurde. Während mittellatènezeitliche Funde fehlen, kommen zwei spätlatènezeitliche Brandgräber vor. In römischer Zeit wurden hier offensichtlich Feuerstellen angelegt und einige Nachbestattungen in die Hügel eingebracht.

#### Prunkbestattung in Grabhügel 17
Dieser Grabhügel fällt vor allem aufgrund seiner Größe und der Beigaben auf. Der Durchmesser liegt bei rund 25 m und hebt sich somit deutlich von gewöhnlichen Hügelgräbern mit einem Durchmesser von 10 bis 15 m ab. Es handelt sich um ein Wagengrab mit Körperbestattung. Bei den Untersuchungen fand man das weitestgehend vergangene Skelett und prunkvolle Beigaben. Hierzu zählen ein zweirädriger Wagen, ein Hiebmesser und eine Lanzenspitze aus Eisen sowie eine geglättete Keramikflasche. Anhand der Flasche wurde auch hier die Datierung des Grabes in die Zeit der HEK festgelegt.

## Erhaltungszustand und Denkmalschutz
Bei den Untersuchungen im Jahr 1968 wurden zahlreiche Funde gesichert. Die Grabhügel sind nicht mehr in der ursprünglichen Form erhalten und befinden sich heute innerhalb einer landwirtschaftlich genutzten Ackerfläche.
Die Grabhügelnekropole ist als eingetragenes Kulturdenkmal im Sinne des Denkmalschutzgesetzes des Landes Rheinland-Pfalz (DSchG) unter besonderen Schutz gestellt. Nachforschungen und gezieltes Sammeln von Funden sind genehmigungspflichtig, Zufallsfunde an die Denkmalbehörden zu melden.